# Chirassimont
Chirassimont là một xã trong tỉnh Loire miền trung nước Pháp.